# Повернення Василя Бортнікова
«Повернення Василя Бортнікова» (рос. «Возвращение Василия Бортникова») — російський радянський драматичний кінофільм режисера Всеволода Пудовкіна, випущений 23 березня 1953 року. Фільм був знятий за мотивами роману Галини Ніколаєвої «Жнива». Кінокартина відновлена в 1974 році.

## Сюжет
Після контузії, пролежавши кілька років у госпіталі, Василь (Сергій Лук'янов) повернувся в колгосп, де колись був головою. Вважаючи його загиблим, дружина переживала втрату чоловіка, проте важкі роки і довга щира любов механіка Мохова стали виправданням для неї, коли вона вирішила привести нового чоловіка в свій будинок. Повернення Василя було важким для всіх. Новообраний головою колгоспу, він цілком віддав себе праці. А потім відбулося повернення і в рідну сім'ю.

## У ролях
- Сергій Лук'янов — Василь Кузьмич Бортніков, голова колгоспу ім. 1-го Травня
- Наталія Медведєва — Авдотья Тихонівна, його дружина
- Микола Тимофєєв — Степан Микитович Мохов, механік в СТО
- Анатолій Чемодуров — Борис Петрович Чеканов, секретар райкому
- Інна Макарова — Фроська Блінова
- Анатолій Ігнатьєв — Павло, бригадир
- Всеволод Санаєв — Кантауров, директор СТО
- Клара Лучко — Наталя Олексіївна Дубко, головний інженер СТО
- Галина Степанова — Тетяна Тимофіївна Большакова, секретар парторганізації
- Нонна Мордюкова — Настя Огороднікова, трактористка
- Микола Добронравов — Сергій, комсомольський секретар
- Микола Шамін — Кузьма Васильович, батько Бортнікова
- Андрій Петров — Вітя-моряк, диспетчер
- Марія Яроцька — бабуся Василиса
- Володимир Колчин — Буянов, електрик сільській гідростанції
- Данута Столярська — Граня
- Василь Харлашин — Міхеїч, колгоспник
- Петро Кірюткін — бухгалтер (немає в титрах)
- Олександра Данилова — Парасковія (немає в титрах)
- Маргарита Жарова — Надія Петрівна, секретарка в райкомі (немає в титрах)
- Костянтин Нассонов — професор Толстих (немає в титрах)

## Знімальна група
- Режисер-постановник: Всеволод Пудовкін
- Автори сценарію: Галина Ніколаєва, Євген Габрилович
- Оператор-постановник: Сергій Урусевський
- Художники-постановники: Борис Чеботарьов Абрам Фрейдін
- Композитор: Кирило Молчанов
- Звукорежисер: Володимир Богданкевич